# Andriej Kapaś
Andriej Kapaś (ur. 11 sierpnia 1989 w Kijowie) – polski tenisista.

## Kariera tenisowa
Najwyżej sklasyfikowany był na 323. miejscu (6 kwietnia 2015) w singlu oraz na 163. (13 kwietnia 2015) w deblu.
Startując w grze podwójnej wygrał jeden turniej rangi ATP Challenger Tour.

### Wygrane turnieje rangi ATP Challenger Tour

#### Gra podwójna (1)
|    | Data       | Turniej  | Naw.    | Partner       | Przeciwnicy                     | Wynik finału |
| 1. | 18/09/2011 | Szczecin | Ceglana | Marcin Gawron | Andriej Gołubiew Jurij Szczukin | 6:3, 6:4     |